# دیتس
دیتس (به آلمانی: Deetz) یک منطقهٔ مسکونی در آلمان است که در تسربست واقع شده‌است. دیتس ۷۲۵ نفر جمعیت دارد.